# Йоан Виса
Йоан Виса (на френски: Yoane Wissa) е конгоански футболист, играещ като полузащитник за английския Брентфорд и националния отбор на ДР Конго.

## Успехи
Лориан
- Лига 2
  -  Шампион (1): 2019/20

 ДР Конго
- Купа на африканските нации 2023
  - 4-то място (1): 2024